# Пунат
Пунат је насељено место и седиште општине у Приморско-горанској жупанији, на острву Крку, Република Хрватска.

## Историја
Пунат се од 1921. до 1945. звao Aлeксaндрoво, у чaст југословенског крaља Александра.
До територијалне реорганизације у Хрватској налазио се у саставу бивше велике општине Крк.

## Становништво
На попису становништва 2011. године, општина Пунат је имала 1.973 становника, од чега у самом Пунату 1.860.

## Попис1991.
На попису становништва 1991. године, насељено место Пунат је имало 1.696 становника, следећег националног састава:
| Попис 1991.‍   | Попис 1991.‍  | Попис 1991.‍ | Попис 1991.‍ | Попис 1991.‍ |
| ------------- | ------------ | ----------- | ----------- | ----------- |
|               |              |             |             |             |
| Хрвати        | Хрвати       |             | 1.474       | 86,91%      |
| Југословени   | Југословени  |             | 50          | 2,94%       |
| Срби          | Срби         |             | 50          | 2,94%       |
| Словенци      | Словенци     |             | 16          | 0,94%       |
| Албанци       | Албанци      |             | 10          | 0,58%       |
| Муслимани     | Муслимани    |             | 10          | 0,58%       |
| Турци         | Турци        |             | 8           | 0,47%       |
| Мађари        | Мађари       |             | 5           | 0,29%       |
| Чеси          | Чеси         |             | 4           | 0,23%       |
| Црногорци     | Црногорци    |             | 3           | 0,17%       |
| Немци         | Немци        |             | 2           | 0,11%       |
| Аустријанци   | Аустријанци  |             | 1           | 0,05%       |
| Италијани     | Италијани    |             | 1           | 0,05%       |
| неопредељени  | неопредељени |             | 35          | 2,06%       |
| регион. опр.  | регион. опр. |             | 6           | 0,35%       |
| непознато     | непознато    |             | 21          | 1,23%       |
| укупно: 1.696 |              |             |             |             |